# Albo d'oro del campionato spagnolo di calcio a 5

## Albo d'oro
Elenco dei vincitori del campionato spagnolo di calcio a 5 di massimo livello.
| Stagione  | Vincitore           | Secondo posto       | Semifinalisti                    |
| --------- | ------------------- | ------------------- | -------------------------------- |
| 1989-1990 | Interviú            | Macer               | Marsanz Torrejón Segovia         |
| 1990-1991 | Interviú            | Marsanz Torrejón    | Algon Macer                      |
| 1991-1992 | Caja Toledo         | ElPozo Murcia       | Interviú Sego Zaragoza           |
| 1992-1993 | Marsanz Torrejón    | CCM Toledo          | Interviú Sego Zaragoza           |
| 1993-1994 | Maspalomas          | CCM Toledo          | Sego Zaragoza Barcellona         |
| 1994-1995 | Sego Zaragoza       | Interviú            | Playas de Castellón Mejorada     |
| 1995-1996 | Interviú            | Toledart            | Alcantarilla ElPozo Murcia       |
| 1996-1997 | CLM Talavera        | Playas de Castellón | ElPozo Murcia Maspalomas         |
| 1997-1998 | ElPozo Murcia       | CLM Talavera        | Interviú Segovia                 |
| 1998-1999 | Segovia             | Industrias García   | Playas de Castellón CLM Talavera |
| 1999-2000 | Playas de Castellón | CLM Talavera        | Interviú Segovia                 |
| 2000-2001 | Playas de Castellón | Valencia            | Interviú ElPozo Murcia           |
| 2001-2002 | Interviú            | Martorell           | ElPozo Murcia Segovia            |
| 2002-2003 | Interviú            | ElPozo Murcia       | Playas de Castellón Martorell    |
| 2003-2004 | Interviú            | ElPozo Murcia       | Cartagena Playas de Castellón    |
| 2004-2005 | Interviú            | ElPozo Murcia       | Cartagena Xota                   |
| 2005-2006 | ElPozo Murcia       | Cartagena           | Martorell Interviú               |
| 2006-2007 | ElPozo Murcia       | Interviú            | Baix Maestrat Cartagena          |
| 2007-2008 | Interviú            | ElPozo Murcia       | Carnicer Torrejón Barcellona     |
| 2008-2009 | ElPozo Murcia       | Inter               | Pinto Santiago                   |
| 2009-2010 | ElPozo Murcia       | Xota                | Barcellona Segovia               |
| 2010-2011 | Barcellona          | Segovia             | Santiago Baix Maestrat           |
| 2011-2012 | Barcellona          | ElPozo Murcia       | Segovia Inter                    |
| 2012-2013 | Barcellona          | ElPozo Murcia       | Segovia Inter                    |
| 2013-2014 | Inter               | ElPozo Murcia       | Santa Coloma Barcellona          |
| 2014-2015 | Inter               | ElPozo Murcia       | Palma Barcellona                 |
| 2015-2016 | Inter               | Barcellona          | Palma Xota                       |
| 2016-2017 | Inter               | Barcellona          | Xota ElPozo Murcia               |
| 2017-2018 | Inter               | Barcellona          | Jaén ElPozo Murcia               |
| 2018-2019 | Barcellona          | ElPozo Murcia       | Palma Jaén                       |
| 2019-2020 | Inter               | Valdepeñas          | Palma Levante                    |
| 2020-2021 | Barcellona          | Levante             | Palma Valdepeñas                 |
| 2021-2022 | Barcellona          | Palma               | Valdepeñas Jaén                  |
| 2022-2023 | Barcellona          | Jaén                | Palma Inter                      |

## Statistiche

### Titoli per squadra
| Squadra             | Titoli | Anni |
| ------------------- | ------ | --- |
| Inter               | 14     | 1989-1990, 1990-1991, 1995-1996, 2001-2002, 2002-2003, 2003-2004, 2004-2005, 2007-2008, 2013-2014, 2014-2015, 2015-2016, 2016-2017, 2017-2018, 2019-2020 |
| Barcellona          | 7      | 2010-2011, 2011-2012, 2012-2013, 2018-2019, 2020-2021, 2021-2022, 2022-2023                                                                              |
| ElPozo Murcia       | 5      | 1997-1998, 2005-2006, 2006-2007, 2008-2009, 2009-2010 |
| CLM Talavera        | 2      | 1991-1992, 1996-1997 |
| Playas de Castellón | 2      | 1999-2000, 2000-2001 |
| Marsanz Torrejón    | 1      | 1992-1993 |
| Maspalomas          | 1      | 1993-1994 |
| Sego Zaragoza       | 1      | 1994-1995 |
| Segovia             | 1      | 1998-1999 |

### Titoli per città
| Città                 | Titoli | Squadre vincenti       |
| --------------------- | ------ | ---------------------- |
| Alcalá de Henares     | 14     | Inter (14)             |
| Barcellona            | 7      | Barcellona (7)         |
| Murcia                | 5      | ElPozo Murcia (5)      |
| Talavera de la Reina  | 2      | CLM Talavera (2)       |
| Castellón de la Plana | 2      | Bisontes Castellón (2) |
| Torrejón de Ardoz     | 1      | Marsanz Torrejón (1)   |
| Maspalomas            | 1      | Maspalomas (1)         |
| Saragozza             | 1      | Sego Zaragoza (1)      |
| Segovia               | 1      | Segovia (1)            |